# Sprite (computer)

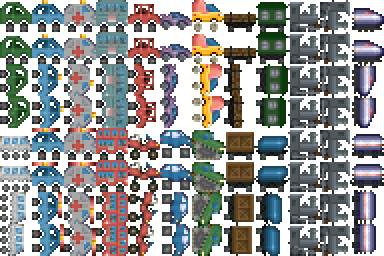
Allerlei sprites.

Een sprite is een term in computergraphics en heeft betrekking op een tweedimensionale afbeelding of animatie die een geïntegreerd deel uitmaakt van een groter geheel (in dit geval de gehele grafische beeldweergave).
Sprites zijn oorspronkelijk uitgevonden als methode om verschillende beelden in tweedimensionale computerspellen samen te voegen met behulp van speciale hardware. Doordat de computerprestaties in de loop van de tijd sterk verbeterden werd deze optimalisering echter overbodig en op termijn evolueerde de term sprite specifiek naar de verwijzing van tweedimensionale beelden zelf die in een scène waren geïntegreerd.
Figuren die ofwel door specifieke hardware of enkel door software worden gegenereerd worden aangeduid als sprites. Aangezien de driedimensionale grafische weergave meer in zwang kwam werd de term gebruikt om een techniek te beschrijven waarmee platte beelden naadloos geïntegreerd worden in gecompliceerde driedimensionale scènes.
Tegenwoordig verwijst sprite naar een gedeeltelijk transparante, tweedimensionale animatie in een speciaal vlak in een driedimensionale scène. In tegenstelling tot een texture map, staat de sprite-vlak altijd loodrecht op de as die vanaf de camera afkomstig is. Verder kan het beeld worden geschaald om perspectief te simuleren, kan het tweedimensionaal worden geroteerd, kan het andere voorwerpen overlappen en verbergen maar het kan maar vanuit een enkele invalshoek worden bekeken. Deze renderingmethode wordt ook aangeduid met billboarding.